# Nomwin Municipality
Nomwin Municipality är en kommun i Mikronesiska federationen.   Den ligger i delstaten Chuuk, i den västra delen av landet, 700 km väster om huvudstaden Palikir. Antalet invånare är 711.
Följande samhällen finns i Nomwin Municipality:
- Nomwin Village